# Mark Andrew Smith
Pour les articles homonymes, voir Smith.
Mark Andrew Smith (né en 1979) est un éditeur et scénariste de bande dessinée américain. Il travaille principalement pour Image Comics.

## Récompenses
- 2008 : Prix Harvey de la meilleure anthologie pour Popgun (en), vol. 1 (avec Joe Keatinge)
- 2010 : Prix Eisner de la meilleure anthologie pour Popgun, vol. 3 (avec DJ Kirkbride et Joe Keatinge)